# Sportinformatik
Die Sportinformatik ist ein Arbeitsfeld der Sportwissenschaften.
Die Sportinformatik umfasst den Umgang mit sportbezogenen Daten. Zu den Kernaufgaben gehören:
- Datenaufnahme
- Datenanalyse
- Modellbildung und Simulation
- Datenbanken und Expertensysteme
- Präsentation
- Kommunikation

Aufgrund ihrer breit angelegten Aufgaben kommt die Sportinformatik in vielen Bereichen des Sports und der Sportwissenschaft zum Einsatz, wie etwa:
- Motorisches Lernen
- Training und Wettkampf
- Biomechanische Bewegungsanalyse
- Information(-snetze) und Dokumentationen
- Sportwissenschaftliche Theoriebildung
- Entwicklung und Implementierung sportinformatischer Werkzeuge
- Ausbildung
- Entwicklung und Verbesserung von Sportgeräten

Die Sportinformatik ist als eigenständige Sektion in der Deutschen Vereinigung für Sportwissenschaft (dvs) vertreten.